# Bataille d'Eupatoria
Guerre de Crimée
Batailles
- Isaccea (10-1853)
- Oltenița (11-1853)
- Pitsounda (11-1853)
- Sinope (11-1853)
- Cetate (12-1853)
- Silistra (04-1854)
- Kurekdere (08-1854)
- Bomarsund (08-1854)
- Petropavlovsk (08-1854)
- Alma (09-1854)
- Sébastopol (10-1854)
- Balaklava (10-1854)
- Inkerman (11-1854)
- Eupatoria (02-1855)
- Taganrog (05-1855)
- Kars (07-1855)
- Tchernaïa (08-1855)
- Malakoff (09-1855)
- Kanghil (09-1855)
- Kinbourn (10-1855)

La bataille d’Eupatoria fut un engagement militaire important de la guerre de Crimée, pendant l'hiver 1855. Le général russe Stepan Khrouleff, voulant éviter une offensive ottomane de grande envergure, décida de s'emparer de leur base à Eupatoria avec 19 000 soldats.
Bien que les garnisons turques à Eupatoria fussent fortes de plus de 35 000 hommes, Khroulev espérait les prendre par surprise le 17 février 1855. Son plan échoua car les garnisons turques et la flotte alliée (franco-britannique) avaient anticipé l'attaque, en recevant les Russes par un déluge de feu. Ayant perdu 750 hommes, Khroulev ordonna à ses hommes de battre en retraite. Ce revers conduit au renvoi du commandant russe Alexandre Sergueïevitch Menchikov et hâta probablement la mort du tsar Nicolas Ier, qui mourut quelques semaines après la bataille.

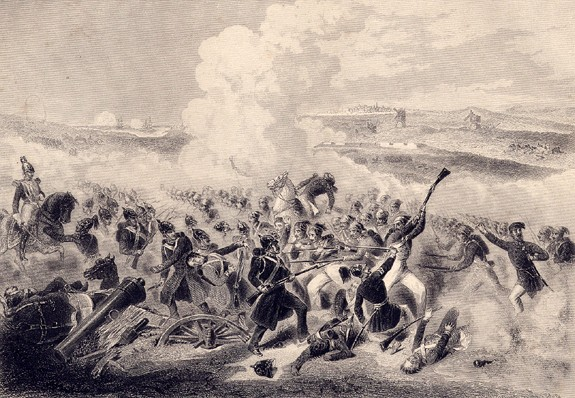
Attaque des Turcs sous le commandement du général d'Allonville à la bataille d'Eupatoria.

Pour les Alliés, cette bataille confirma que leur suprématie sur mer leur permettait de continuer à menacer les côtes russes pendant toute la durée des hostilités. De plus, le maintien du contrôle d'Eupatoria signifiait qu'un engagement total en vue de la prise de  Sébastopol restait une stratégie valable. Quant aux Turcs, leur armée avait repris confiance en elle et, dans une moindre mesure, retrouvé un certain crédit.
Les Russes, quant à eux, ont pris conscience qu'ils ne pouvaient plus se permettre d'engager une trop grande partie de leur vaste armée en Crimée, de peur qu'un mouvement allié à partir d'Eupatoria ne vienne les isoler en Crimée en coupant l'Isthme de Perekop. Les Français et les Britanniques prirent conscience de cela mais, malgré tout, le haut commandement allait refuser avec entêtement d'engager à nouveau le combat dans la zone.
Une voie de Paris, la rue d’Eupatoria, perpétue le souvenir de ce combat.